# Piero Masztalerz
Piero Masztalerz (* 17. September 1970 in Lübeck) ist ein deutscher Comiczeichner.

## Leben
Nach Abbruch der Lehre zum Druckvorlagenhersteller war Piero Masztalerz u. a. als Damenoberbekleidungsverkäufer, Taxifahrer und Versicherungsvertreter tätig. Heute arbeitet er als freier Cartoonist und Videografiker. Seit 1991 ist er als Comiczeichner, Grafiker und Texter tätig. Seine Themen sind Sex, Gewalt, Religion und
Abartiges. Er arbeitet u. a. für das Satiremagazin Eulenspiegel, die Lübecker Nachrichten, den Spiegel und die Jugendzeitschrift Bravo.
2003 gründete Masztalerz die Firma Comic-Animationen Hamburg, die Comics und Animationsfilme für Internet- und Crossmedia-Produktionen entwickelt und produziert. Für den Norddeutschen Rundfunk entstanden zum Beispiel ein Online-Detektivspiel für die TV-Serie Die Pfefferkörner oder die seit September 2010 in der Sendung DAS! gesendeten animierten Videoclips der mit dem Deutschen Radiopreis ausgezeichneten Radio-Comedy Frühstück bei Stefanie.
2008, 2010 und 2011 wurde Masztalerz für den Deutschen Cartoonpreis nominiert, 2011 und 2019 belegte er den ersten Platz.
Im Jahr 2012 belegte er den 3. Platz beim Kunstpreis der Giordano-Bruno-Stiftung Der freche Mario. Im Jahr 2014 gewann er den 2. Platz und im Jahr 2019 noch einmal den 3. Platz.
2012 und 2014 gewann er den Hauptpreis beim Deutschen Preis für die politische Karikatur. Mit seiner Live-Cartoon-Show gewann er 2018 den 3. Platz der Lüdenscheider Lüsterklemme.
Mit Ella Carina Werner, Krieg und Freitag sowie Johannes Floehr bildet er seit 2023 die monatliche Lesebühne "Dem Pöbel zur Freude".
Piero Masztalerz hat drei Kinder und lebt in Hamburg.

## Veröffentlichungen
- Andreas Altenburg, Harald Wehmeier: Frühstück bei Stefanie. Rätsel, Fakten und sowas alles. Rowohlt-Taschenbuchverlag, Reinbek 2011, ISBN 978-3-499-62778-1 (Illustrationen von Piero Masztalerz).
- Robert Naumann: Ich hartz dann mal ab. Bekenntnisse eines kleinen Schmarotzers. Rowohlt-Taschenbuchverlag, Reinbek 2011, ISBN 978-3-499-62791-0 (Illustrationen von Piero Masztalerz).
- DVD Frühstück bei Stefanie – „… siehste!“. (50 TV-Folgen von „Frühstück bei Stefanie“), Studio Hamburg 2011.
- DVD Frühstück bei Stefanie – „Ach kuck an!“ (50 TV-Folgen von „Frühstück bei Stefanie“), Studio Hamburg 2012.
- Heute ist dein Glückstag. Edition 52, Wuppertal 2013, ISBN 978-3-935-22998-2 (Cartoons von Piero Masztalerz).
- DVD Frühstück bei Stefanie – „Der Frosch ist gelutscht!“ (50 TV-Folgen von „Frühstück bei Stefanie“), Studio Hamburg 2014.
- Andreas Altenburg, Harald Wehmeier: Frühstück bei Stefanie. Nix wie wech! Rowohlt-Taschenbuchverlag, Reinbek 2014, ISBN 978-3-499-26892-2 (Comic von Piero Masztalerz).